# Андерс Андерссон
А́ндерс А́ндерссон (швед. Anders Andersson; нар. 15 березня 1974, Томелілла) — шведський футболіст, півзахисник.
Насамперед відомий виступами за «Мальме», а також національну збірну Швеції.

## Клубна кар'єра
У дорослому футболі дебютував 1991 року виступами за «Мальме», в якому провів шість сезонів, взявши участь у 126 матчах чемпіонату. Більшість часу, проведеного у складі «Мальме», був основним гравцем команди.
Згодом, з 1998 по 2005 рік, грав у складі команд клубів «Блекберн Роверз», «Ольборг», «Бенфіка» та «Белененсеш». Протягом цих років виборов титул чемпіона Данії.
Завершив професійну ігрову кар'єру у клубі «Мальме», в якому і розпочав професійну кар'єру. Вдруге прийшов до команди влітку 2005 року, захищав її кольори до припинення виступів на професійному рівні у 2008 році.

## Виступи за збірну
Зі збірною Швеції U-23 брав участь у літніх Олімпійських іграх 1992 у Барселоні (Іспанія).
1994 року дебютував в офіційних матчах у складі національної збірної Швеції. Протягом кар'єри у національній команді, яка тривала 11 років, провів у формі головної команди країни 26 матчів.
У складі збірної був учасником чемпіонату Європи 2000 року у Бельгії та Нідерландах і чемпіонату Європи 2004 року у Португалії.

## Статистика виступів

### Статистика клубних виступів
| Сезон   | Команда           | Ігор | Голів |
| ------- | ----------------- | ---- | ----- |
| 1991    | «Мальме»          | 1    | 0     |
| 1992    | «Мальме»          | 28   | 3     |
| 1993    | «Мальме»          | 19   | 4     |
| 1994    | «Мальме»          | 19   | 2     |
| 1995    | «Мальме»          | 23   | 3     |
| 1996    | «Мальме»          | 23   | 5     |
| 1997    | «Мальме»          | 13   | 2     |
| 1997-98 | «Блекберн Роверз» | 4    | 0     |
| 1998-99 | «Ольборг»         | 21   | 1     |
| 1999-00 | «Ольборг»         | 29   | 6     |
| 2000-01 | «Ольборг»         | 20   | 1     |
| 2001-02 | «Бенфіка»         | 23   | 1     |
| 2002-03 | «Бенфіка»         | 16   | 0     |
| 2003-04 | «Бенфіка»         | 9    | 0     |
| 2003-04 | «Белененсеш»      | 10   | 0     |
| 2004-05 | «Белененсеш»      | 26   | 0     |
| 2005    | «Мальме»          | 11   | 0     |
| 2006    | «Мальме»          | 20   | 0     |
| 2007    | «Мальме»          | 25   | 0     |
| 2008    | «Мальме»          | 1    | 0     |

## Титули і досягнення
- Чемпіон Данії (1):

«Ольборг»: 1998-99
- Фіналіст кубку Данії (2):

«Ольборг»: 1998-99, 1999-00
- Віце-чемпіон Португалії (1):

«Бенфіка»: 2002-03